# Gyrophylla eumetra
Gyrophylla eumetra är en fjärilsart som beskrevs av Turner 1935. Gyrophylla eumetra ingår i släktet Gyrophylla och familjen plattmalar. Inga underarter finns listade i Catalogue of Life.